# 세르히 레브로우
세르히 스타니슬라보비치 레브로우(우크라이나어: Сергі́й Станісла́вович Ребро́в, 1974년 6월 3일~)는 우크라이나의 전직 축구 선수이자 현 축구 지도자로 과거 샤흐타르 도네츠크, 디나모 키이우, 토트넘 홋스퍼, 페네르바흐체 SK, 웨스트햄 유나이티드, 루빈 카잔 등에서 공격형 미드필더로 활약했으며 현재 우크라이나 축구 국가대표팀의 감독직을 맡고 있다.

## 대회 성적

### 클럽 (선수)
샤흐타르 도네츠크
- 우크라이나 프리미어리그 : 4위 (1992)
- 우크라이나컵 : 4강 (1992)

디나모 키이우
- 우크라이나 프리미어리그 : 우승 (1992-93, 1993-94, 1994-95, 1995-96, 1996-97, 1997-98, 1998-99, 1999-2000, 2006-07), 준우승 (2005-06, 2007-08)
- 우크라이나컵 : 우승 (1992-93, 1995-96, 1997-98, 1998-99, 1999-2000, 2005-06, 2006-07), 준우승 (2007-08)
- 우크라이나 슈퍼컵 : 우승 (2006)
- UEFA 챔피언스리그 : 4강 (1999-2000)
- 채널원컵 : 준우승 (2006)

 토트넘 홋스퍼
- EFL컵 : 준우승 (2001-02)
- 잉글랜드 FA컵 : 4강 (2000-01)

 웨스트햄 유나이티드
- EFL 챔피언십 플레이오프 : 우승 (2004-05)

 루빈 카잔
- 러시아 프리미어리그 : 우승 (2008, 2009)
- 러시아 컵 : 준우승 (2008-09)
- 러시아 슈퍼컵 : 준우승 (2009)
- 채널원컵 : 우승 (2008)

### 클럽 (지도자)
디나모 키이우
- 우크라이나 프리미어리그 : 우승 (2014-15, 2015-16), 준우승 (2016-17), 4위 (2013-14)
- 우크라이나컵 : 우승 (2013-14, 2014-15), 준우승 (2016-17)
- 우크라이나 슈퍼컵 : 우승 (2016), 준우승 (2014, 2015)

 페렌츠바로시 TC
- 넴제티 버이녹샤그 I : 우승 (2018-19, 2019-20, 2020-21)

 알아인 FC
- UAE 프로리그 : 우승 (2021-22), 준우승 (2022-23)
- UAE 리그컵 : 우승 (2021-22), 준우승 (2022-23)

### 개인 수상 (선수)
- 우크라이나 올해의 선수 : 1996, 1998
- 우크라이나 프리미어리그 올해의 선수 : 1996, 1998, 1999
- 우크라이나 프리미어리그 득점상 : 1997-98 (22골)
- 우크라이나 프리미어리그 통산 최다 득점자 : 261경기 123골
- 채널원컵 최우수선수 : 2008

### 개인 수상 (지도자)
- 우크라이나 프리미어리그 올해의 감독상 : 2014-15, 2015-16
- 헝가리 넴제티 버이녹샤그 I 올해의 감독상 : 2019-20, 2020-21
- 헝가리 넴제티 버이녹샤그 I 이달의 감독상 : 2020년 10월, 2020년 12월
- 페렌츠바로시 TC 10년간의 감독상 : 2020
- UAE 프로리그 올해의 감독상 : 2021-22
- UAE 프로리그 이달의 감독상 : 2021년 8월 ~ 12월, 2022년 1월 ~ 3월